# نيلس أولاف
الكولونيل الرئيس السير نيلس أولاف هو بطريق يعيش في حديقة حيوانات إدنبرة في اسكتلندا والكولونيل الرئيس للحرس الملكي النرويجي. رشحه الملك النرويجي هارلد الخامس في 15 أغسطس 2008 بوسام الفارس ليحصل على لقب «سير» في مراسم رسمية حضرها 130 جندي من الحرس الملكي ومئات المتفرجين. اسم نيلز اولاف قد أطلق على بطريق اخر سبق البطريق الحالي بنفس المنصب كجالب حظ للقوات الحرس الملكي.

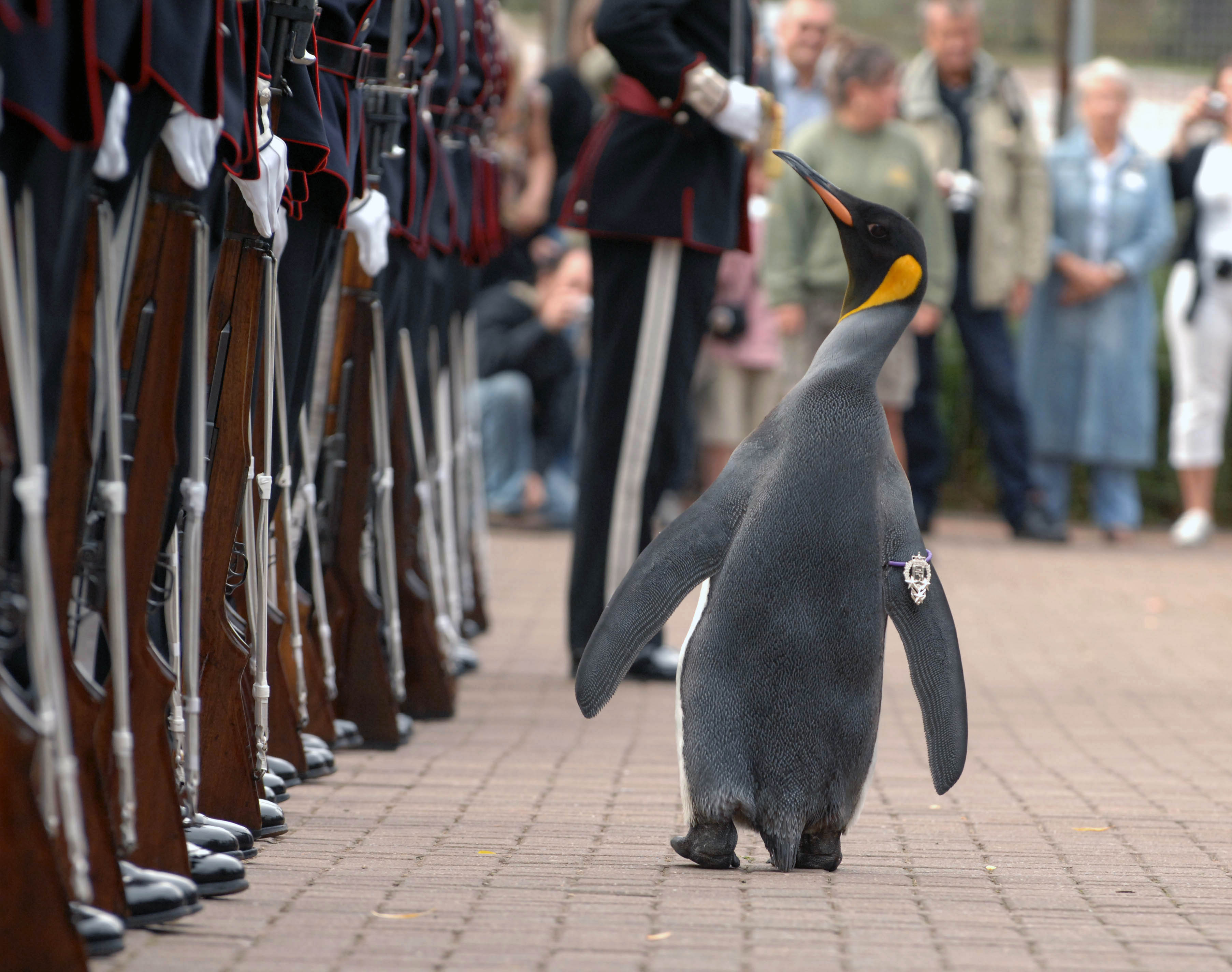
نيلس أولاف يتفقد الحرس الملكي النرويجي بعد أن مُنح وسام الفروسية في حديقة حيوان إدنبرة في إسكتلندا.

## الخدمة في الجيش
قدمت النرويج (والتي كان مواطنها روال أموندسن أول من وصل إلى القطب الجنوبي في 1911) في افتتاحية حديقة الحيوانات أول بطريق من نوع البطريق الملكي في عام 1913.
لما قدم الحرس الملكي النرويجي إلى إدنبرة لحضور الاستعراض العكسري للقوات الملكية هناك في عام 1961، فإن ملازم في تلك القوات يدعى نيلس انجيلين أصبح مهتما بشكل كبير بمستعمرة البطاريق الموجودة في حديقة الحيوانات في إدنبرة. لما عادت قوات الحرس لحضور الاستعراض في عام 1972 سعى الملازم نيلس وبنجاح لتبني بطريق كجالب حظ لقوات الحرس الملكي النرويجي فسمي هذا البطريق «نيلس اولاف» تيمنا بالملازم نيلز انجيلين والملك أولاف الخامس.
حصل نيلس اولاف على رتبة معاون عريف في البحرية وترقى في كل مرة يعود فيها الحرس الملكي إلى الاستعراض في إدنبرة. في 1982 حصل على رتبة عريف، وفي 1987 حصل على رتبة رقيب ومات بعد ذلك بفترة قليلة. أخذ مكانه بطريق آخر سمي بنفس الاسم، ورقي في عام 1993 إلى رتبة رقيب الفرقة الرئيسية، وفي 18 آب 2005 رقي إلى درجة كولونيل رئيس في الجيش النرويجي.
وفي 15 آب 2008 حصل على وسام الفارس ليلقب بال«سير» وهو أول بطريق يحصل على هذا الشرف في الجيش النرويجي. وفي نفس الوقت قدم تمثال برونزي بطول 1.2 مثر يمثل نيلز اولاف إلى حديقة الحيوانات في إدنبرة، مع وجود تمثال مشابه له في مقر الحرس الملكي النرويجي في أوسلو.
وفي 21 أغسطس 2023 رُقي نيلز أولاف الثالث إلى رتبة لواء في حفل حضره 160 عسكريا من حرس الملك النرويجي يرتدون زي المناسبات الرسمية.

## معرض الصور

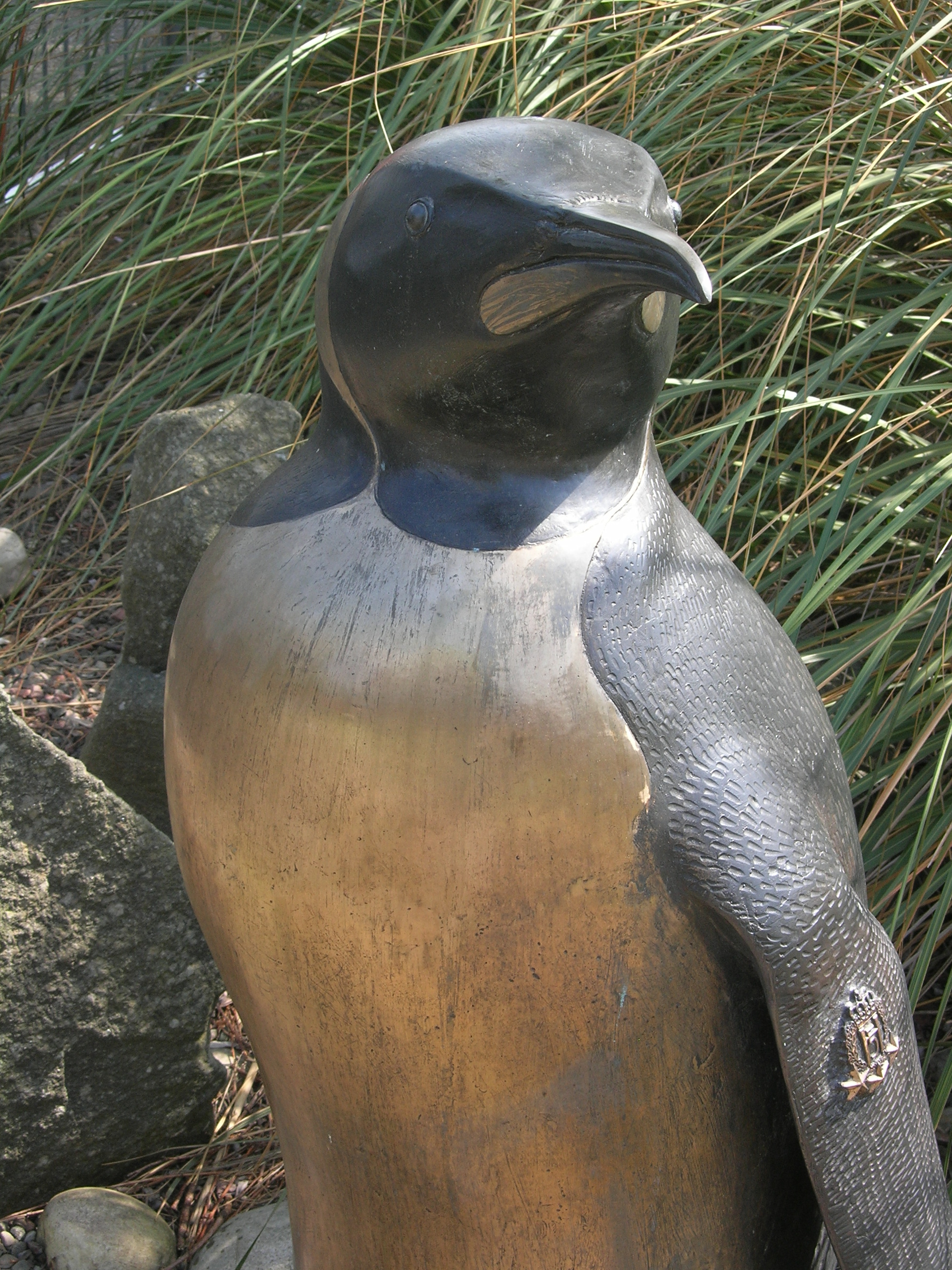
تمثال نيلس أولاف في 1 مايو 2007م.

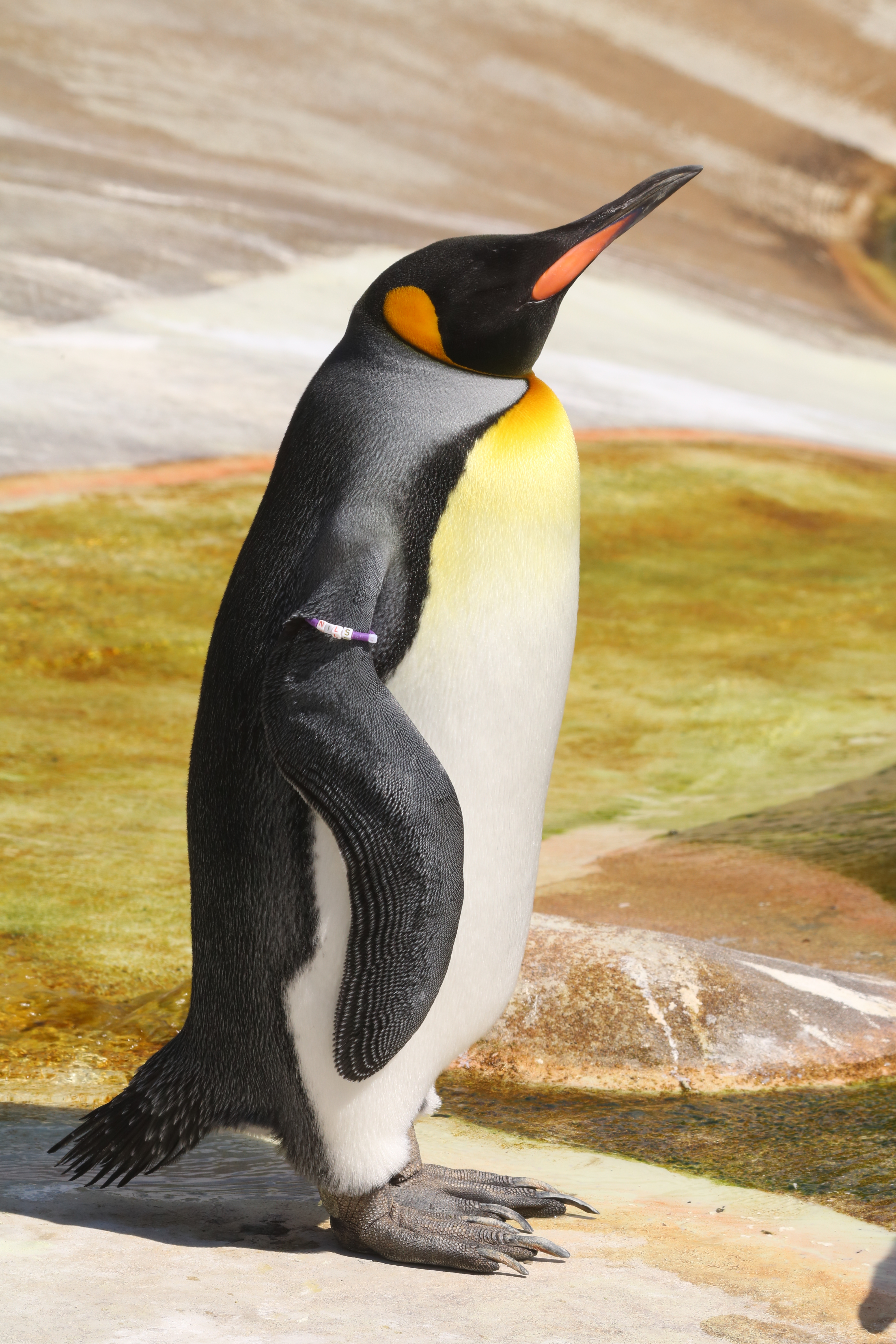
السير نيلس أولاف في حديقة حيوانات إدنبرة في إسكتلندا.

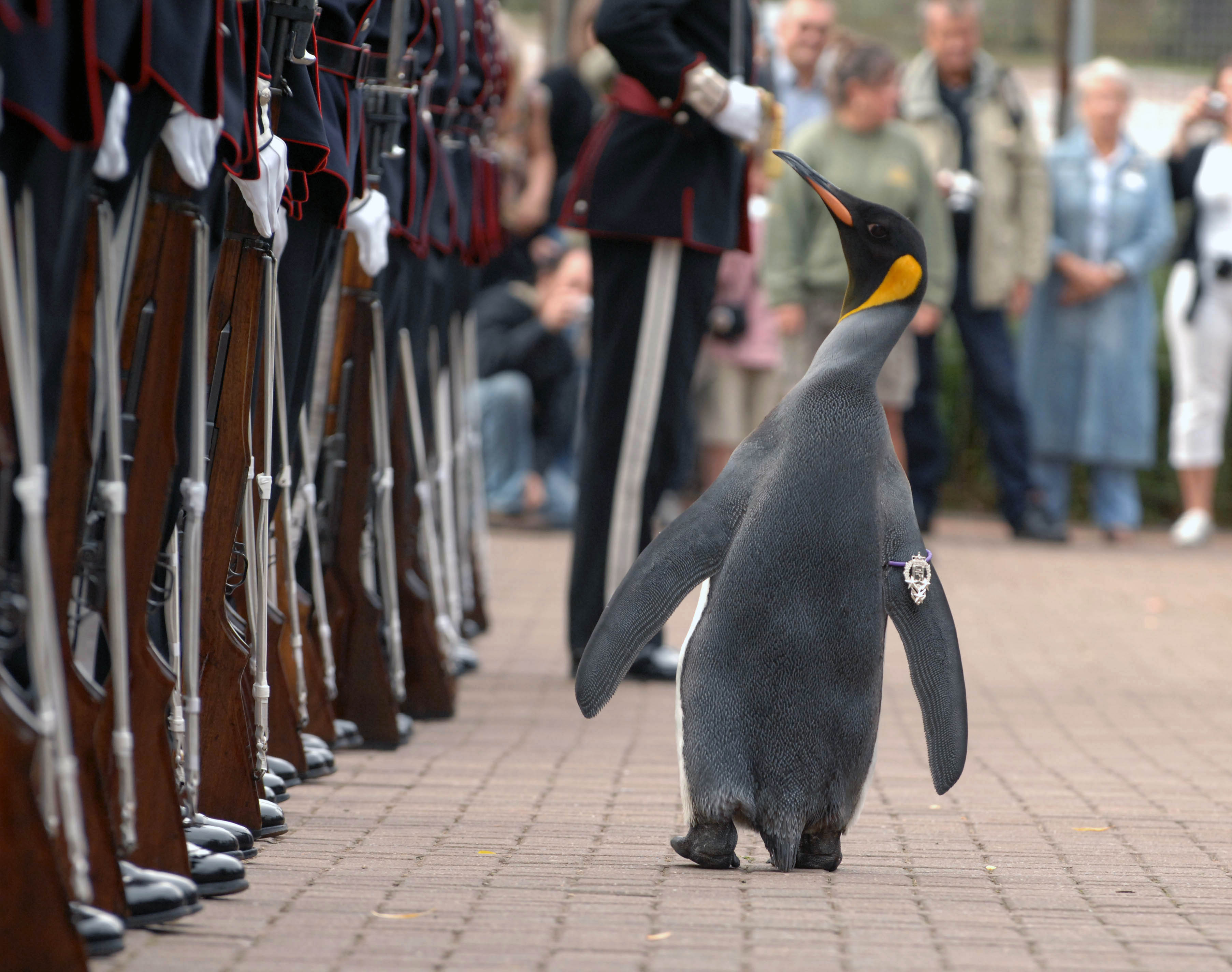
نيلس أولاف يتفقد الحرس الملكي النرويجي بعد أن مُنح وسام الفروسية.

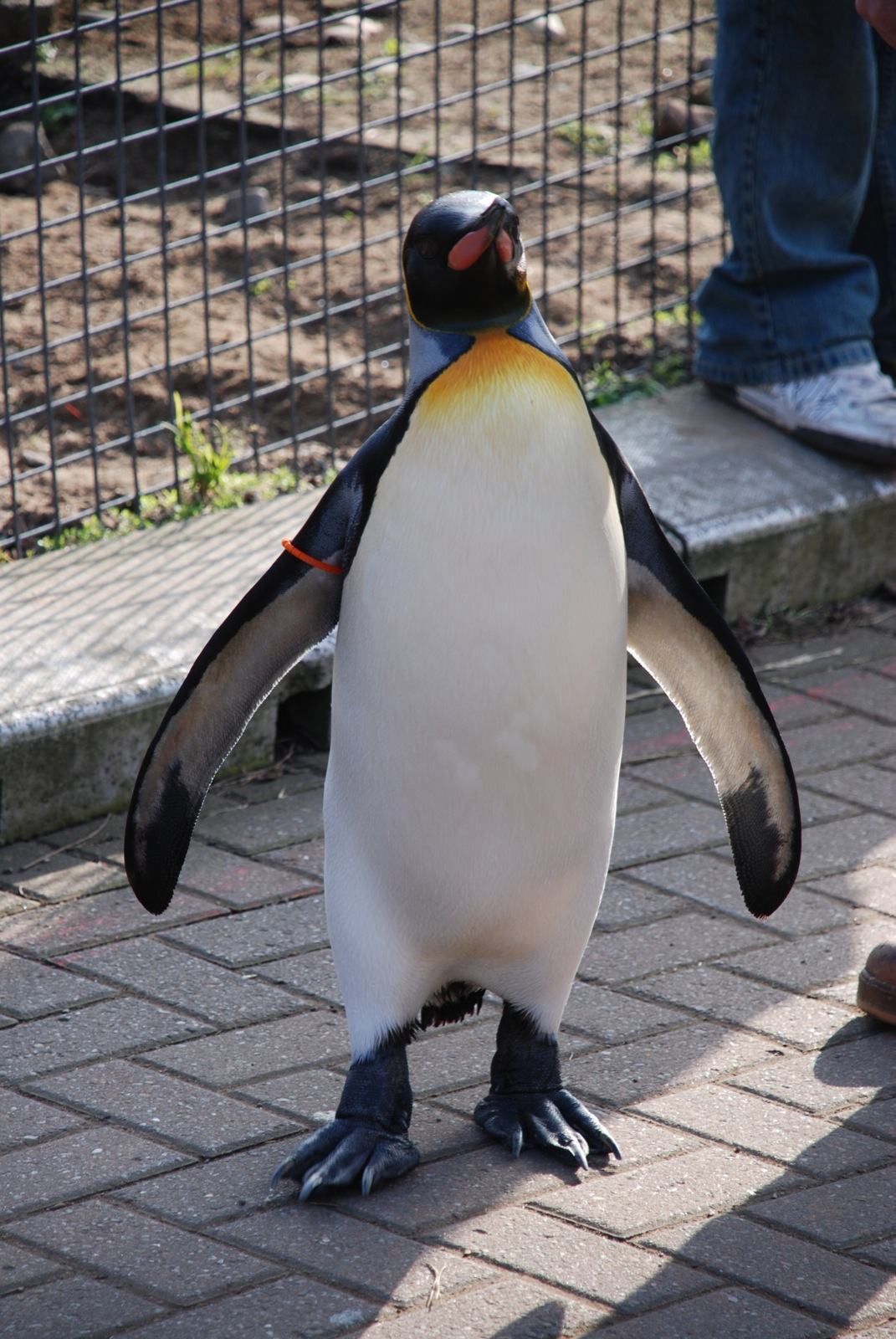
الكولونيل الرئيس للحرس الملكي النرويجي، السير نيلس أولاف عام 2008.